# 陶尔城 (北达科他州)
陶尔城（英語：Tower City），是美国北达科他州下属的一座城市。根据2010年美国人口普查，该市有人口253人。2011年估计该市有人口258人，相对于2010年，增长率为1.98%。